# Kalisbrug
De Kalisbrug of Visbrug is een brug in de Nederlandse stad Utrecht.

## Beschrijving
De rijksmonumentale brug overspant in het stadscentrum de Oudegracht. Ze is als boogbrug zo'n 25 meter breed en vormgegeven in baksteen en natuursteen met ijzeren balustrades. Voor het verkeer over het water zijn er twee doorvaartopeningen. Op de brug bevindt zich een pleintje waar een voetgangersgebied geldt in de verbinding tussen de Vismarkt en het Hanengeschrei. Daarnaast wordt de brug gebruikt door de horeca. Op het pleintje staan een voormalig visafslaghuisje en het kunstwerk de Marktvrouw van de beeldhouwer Theo van de Vathorst. Het pand aan de Choorstraat 22 heeft een brugkelder onder het westelijke landhoofd. Grenzend aan de Kalisbrug bevinden zich ook werfkelders en werven.

## Geschiedenis
De locatie rond de brug vormt vanouds het kerngebied van de stad. Aan de ene kant werd daar gehandeld en aan de andere kant bestuurd. De brugverbinding voor het verkeer over land werd gevormd door de Maartensbrug (Borchbrug). De handel in de directe omgeving bestond omstreeks 1200 uit (onder meer) vis en zout. Tussen 1250 en 1325 zijn twee nieuwe bruggen halverwege de Vismarkt gebouwd: de Kalisbrug of Visbrug tezamen met de Corduanierbrug. De nabijgelegen Stadhuisbrug kent zijn vroegste vorm ook uit deze periode en bestond toentertijd nog uit de Huidenbrug en de Broodbrug. Rond 1550 versmolten halverwege de Vismarkt de bruggen tot één brug, door hetzelfde fenomeen is ook de Stadhuisbrug ontstaan. Met deze verbreding/overkluizing ontstonden twee pleintjes en meer ruimte voor handel. Tot ver in de 20e eeuw zijn er vervolgens markten gehouden op de Kalisbrug. In de 20e eeuw waren dat drukke markten in vis en ook postzegels. Voor de vis was er een afslag op de brug; het huidige huisje op de brug is daarin rond 1942 in vernieuwde vorm herbouwd.